# Orgetoriks
Orgetoriks, premožen helvetski aristokrat, ki je živel v času Cezarjevega konzulstva. Datuma rojstva in smrti nista znana.
Leta 61 pr. n. št. je prepričal Helvete, naj se preselijo z ozemlja sedanje Švice v jugozahodno Galijo, sedanjo Francijo. Sodeloval je v tajnem dogovoru z Dumnoriksom iz plemena Eduov in  Kastikom iz plemena Sekvanov, da z orožjem prevzameta oblast v svojih plemenih, s čimer bi dobili oblast nad večino Galije. 
Orgetoriksovi politični tekmeci so odkrili njegovo zaroto in ga izdali. Helvetska vlada ga je poklicala na zaslišanje in mu za dokazano krivdo zagrozila s smrtno kaznijo. Da bi se izognil takšni usodi, si je Orgetoriks zagotovil številno osebno spremstvo in vpoklical več kot 10.000 vojakov. Po zaslišanju so ga izpustili, vendar je kmalu zatem skrivnostno umrl. Govorilo se je, da je naredil samomor, verjetno pa so ga umorili. 
Helveti so nadaljevali z načrtovanjem svoje selitve. Leta 58 pr. n. št. so bili poraženi in Julij Cezar jih je prisilil k vrnitvi. Dogodek je pomenil začetek galskih vojn, v katerih je Cezar do leta 51 pr. n. št. podjarmil celo Galijo.